# Semmering, Áo
Semmering là một thị xã thuộc huyện Neunkirchen trong bang Niederösterreich.